# Michael Cronin
Michael Anthony Cronin (* 1. Oktober 1960) ist ein irischer Translationswissenschaftler und Professor an der Dublin City University. Er ist der Herausgeber der Reihe New Perspectives in Translation Studies (Routledge).

## Laufbahn und Forschungsschwerpunkte
Michael Cronin studierte am Trinity College Dublin Französisch und erwarb später im gleichen Fach einen Master of Arts am University College Dublin. Seine Doktorarbeit schrieb er wiederum am Trinity College Dublin zur Frage, inwieweit Zweisprachigkeit die Kreativität beim Schreiben behindere oder fördere. Am Beispiel von Québec konnte er aufzeigen, dass das Nebeneinander von Englisch und Französisch den dort ansässigen Autoren zusätzliche Impulse gab.
Innerhalb der Übersetzungswissenschaft argumentierte er, nicht zuletzt vor dem Hintergrund des Irischen als bedrohter Sprache, für den Wert von Übersetzungen als Mittel des kulturellen und sprachlichen Respekts im interkulturellen Austausch. Am Centre for Translation and Textual Studies der Dublin City University wirkte er in diesem Zusammenhang am Aufbau von TRASNA mit. Die Onlinedatenbank, in der eine Bibliographie internationaler Übersetzungen irischer Literaturerzeugnisse gesammelt werden, soll zur Analyse der weltweiten Stellung der irischen Literatur herangezogen werden.
Cronins anderer Forschungsschwerpunkt ist die Maschinenübersetzung. Ausgehend von der Bedeutung von Werkzeugen für die Entwicklung von Kultur und Gesellschaft argumentiert Cronin, dass Globalisierungsprozesse von Übersetzungen vorangetrieben werden. In Translation in the Digital Age (Routledge, London 2013) spricht er sich deshalb für die Erarbeitung einer kontrollierten Sprache zur Erzielung besserer Ergebnisse bei automatischen Übersetzungsprozessen aus.

## Funktionen und Mitgliedschaften
- Mitglied der Royal Irish Academy (2006)
- Officier des Ordre des Palmes Académiques
- Berater des irischen Kunstrats (Arts Council of Ireland) zu Fragen der irischen Sprache (2009–2011)
- Mitglied der Academia Europaea (2015)

## Publikationen
- Translating Ireland: Translation, Languages and Identity. Cork University Press, Cork 1996, ISBN 1-85918-019-1
- Across the Lines: Travel, Language, Translation. Cork University Press, Cork 2000, ISBN 1-85918-183-X
- Translation and Globalization. Routledge, London 2003, ISBN 0-415-27065-0
- Time Tracks: Scenes from the Irish Everyday. New Island, Dublin 2003, ISBN 1-904301-41-X
- Irish in the New Century/An Ghaeilge san Aois Nua. Cois Life, Dublin 2005, ISBN 1-901176-52-5
- Translation and Identity. Routledge, London 2006, ISBN 0-415-36465-5
- The Barrytown Trilogy (Ireland into Film). Cork University Press, Cork 2007, ISBN 1-85918-404-9
- Translation goes to the Movies. Routledge, London 2009, ISBN 0-415-42286-8
- The Expanding World: Towards a Politics of Microspection. Zero Books, Winchester 2012, ISBN 1-78099-077-4
- Translation in the Digital Age. Routledge, London 2013. ISBN 978-0-415-60859-6
- Zusammen mit Barbara O’Connor (Hrsg.): Tourism in Ireland: A Critical Analysis. Cork University Press, Cork 1993, ISBN 0-902561-61-8
- Zusammen mit Lynne Bowker, Dorothy Kenny und Jennifer Pearson (Hrsg.): Unity in Diversity? Current Trends in Translation Studies. St. Jerome Press, Manchester 1998, ISBN 1-900650-15-0
- Zusammen mit Peadar Kirby und Luke Gibbons (Hrsg.): Reinventing Ireland: Culture, Society and the Global Economy. Pluto Press, London 2002, ISBN 0-7453-1824-X
- Zusammen mit Barbara O’Connor (Hrsg.): Irish Tourism: Image, Culture and Identity. Channel View Publications, Clevedon 2003, ISBN 1-873150-53-9
- Zusammen mit Cormac O Cuilleanain (Hrsg.): The Languages of Ireland. Four Courts Press, Dublin 2003, ISBN 1-85182-698-X
- Zusammen mit Peadar Kirby und Debbie Ging (Hrsg.): Transforming Ireland. Manchester University Press, Manchester 2009, ISBN 0-7190-7893-8